# Damasławek (gmina)
Damasławek – gmina wiejska w województwie wielkopolskim, w powiecie wągrowieckim. W latach 1975–1998 gmina położona była w województwie pilskim.
Siedziba gminy to Damasławek.
Według danych z 30 czerwca 2004 gminę zamieszkiwało 5547 osób.

## Struktura powierzchni
Według danych z roku 2002 gmina Damasławek ma obszar 104,68 km², w tym:
- użytki rolne: 89%
- użytki leśne: 2%

Gmina stanowi 10,06% powierzchni powiatu.

## Demografia

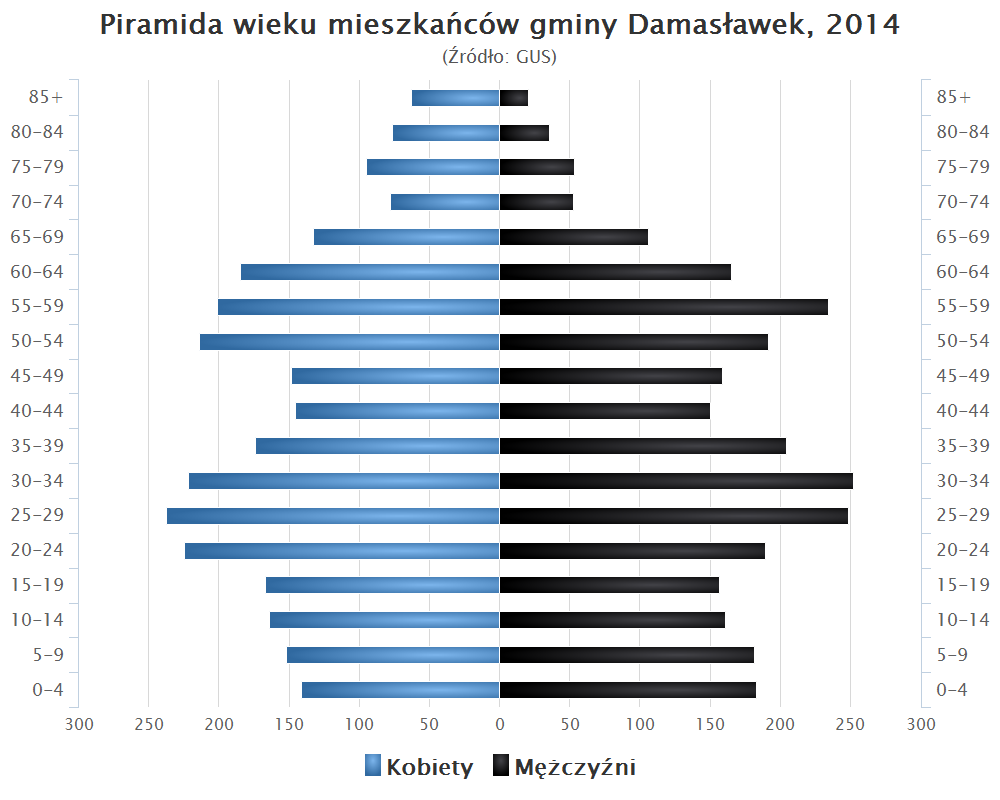
Piramida wieku mieszkańców gminy Damasławek w 2014 roku

Dane z 30 czerwca 2004:
| Opis                              | Ogółem | Ogółem | Kobiety | Kobiety | Mężczyźni | Mężczyźni |
| --------------------------------- | ------ | ------ | ------- | ------- | --------- | --------- |
| jednostka                         | osób   | %      | osób    | %       | osób      | %         |
| populacja                         | 5547   | 100    | 2834    | 51,1    | 2713      | 48,9      |
| gęstość zaludnienia (mieszk./km²) | 53     | 53     | 27,1    | 27,1    | 25,9      | 25,9      |

## Miejscowości
SołectwaDamasławek, Dąbrowa, Gruntowice, Kołybki, Kopanina, Kozielsko, Miąża, Międzylesie, Mokronosy, Niemczyn, Piotrkowice, Rakowo, Smuszewo, Starężyn, Starężynek, Stępuchowo, Turza, Wiśniewko.
Miejscowość bez statusu sołectwaModrzewie

## Sąsiednie gminy
Gołańcz, Janowiec Wielkopolski, Mieścisko, Wapno, Wągrowiec, Żnin

## Współpraca
- Dahlenburg, Niemcy
- Oirschot, Holandia